# Погосян, Сурен Амбарцумович
Сурен Амбарцумович Погосян (23 декабря 1908, Верин Кармирахпюр — 21 ноября 1988, Ереван) — советский учёный в области генетики и селекции с.-х. культур (в основном — винограда), член-корреспондент ВАСХНИЛ (1956).

## Биография

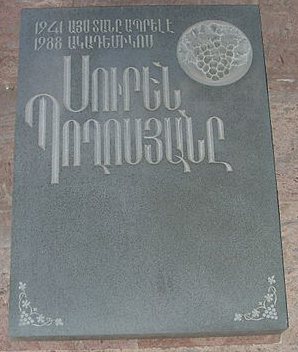
Мемориальная доска в Ереване (Дом академиков)

Родился в с. Верхний Кармир Ахбюр (в советское время — Шамшадинский район Армянской ССР). Окончил Московскую сельскохозяйственную академию им. К. А. Тимирязева (1931).
- 1931—1936 старший агроном в совхозах Госсовхозтреста,
- 1936—1941 аспирант (1936—1938), старший научный сотрудник (1938—1939), заведующий сектором генетики растений (1939—1941) Армянского филиала Биологического института АН СССР.
- 1941—1944 в РККА, участник Великой Отечественной войны[2].
- 1944—1948 заведующий сектором частной генетики растений Института генетики растений АН Армянской ССР,
- 1948—1953 заведующий сектором (1948—1953), старший научный сотрудник (1953) сектора селекции винограда Института виноделия и виноградарства АН Армянской ССР.
- 1953—1988 заведующий отделом селекции винограда и ампелографии НИИ виноградарства, виноделия и плодоводства МСХ Армянской ССР.

Научные интересы — генетика и селекция пшеницы, томата и винограда. Разработал теоретические основы наследования морозоустойчивости, раннеспелости, бессеменности винограда, вывел 40 его новых сортов.
Доктор с.-х. наук (1954), профессор (1963), член-корреспондент ВАСХНИЛ (1956).
Заслуженный деятель науки Армянской ССР (1961). Награждён орденами Ленина (1966), Отечественной войны II степени (1987), 3 медалями СССР, Золотой медалью им. И. В. Мичурина, знаком «Лучший изобретатель сельского хозяйства СССР» (1984).
Опубликовал около 300 научных трудов, в том числе 2 монографии:
- О природе семенных растений стародавних сортов корнесобственного винограда и их гибридов / Ин-т виноградарства и виноделия АН Арм, ССР. — Ереван: Изд-во АН Арм. ССР, 1955. — 200 с.
- Селекция столовых и технических сортов винограда / соавт. С. С. Хачатрян. — Ереван: Айастан, 1983. — 199 c.